# SH에너지화학
주식회사 SH에너지화학은 전북특별자치도 군산시에 본사를 둔 화학 기업이다.

## 역사 및 현황
1958년 5월 9일에 설립되었으며, 1985년 12월 23일부로 코스피 시장에 상장되었다.

## 관련 문헌
- “SH에너지화학 주가 장중 급등, 미국 천연가스 광구 보유 부각”. 《비즈니스포스트》. 2022년 2월 21일.